# HD172032
HD172032 — хімічно пекулярна зоря спектрального класу A9, що має видиму зоряну величину в смузі V приблизно  7,7.
Вона  розташована на відстані близько 396,8 світлових років від Сонця.

## Пекулярний хімічний склад
Зоряна атмосфера HD172032 має підвищений вміст 
Cr
.